# Walter Többens
Walter Caspar Többens, ook wel Walther Többens (Meppen, 19 mei 1909 - 16 november 1954) was een Duits industrieel die in de Tweede Wereldoorlog eigenaar was van fabrieken waar joodse dwangarbeiders werkten. Hij was eigenaar van Többenswerke  in het Getto van Warschau.
Többens, van beroep oorspronkelijk koopman, werkte tot 1934 in een koffieroosterij in Bremen. Vanaf 1932 kreeg hij zeven bedrijven in eigendom die daarvoor eigendom van Joden waren geweest. In september 1937 werd hij lid van de NSDAP.
Na het uitbreken van de Tweede Wereldoorlog kon Többens dankzij dr. Lautz, directeur van de werkgeversvereniging van de Groot- en Kleinhandel in Berlijn, een groothandel beginnen in de kreis Tomaschow. Hij had daar Joodse dwangarbeiders in dienst. In 1941 werd Többens, opnieuw dankzij dr. Lautz, naar het getto van Warschau gehaald om als lid van een productie-commissie opdrachten van de Wehrmacht uit te voeren. Door corruptie kon Többens zich de middelen verschaffen waarmee hij Többenswerke in het getto oprichtte. Hij had daar onder meer kleding- en rubberfabrieken. Ongeveer 25 duizend joodse vrouwen moesten in deze fabrieken onder mensonterende levens- en arbeidsomstandigheden dwangarbeid verrichten. Regelmatig werden dwangarbeiders van Többens geslecteerd voor transport naar vernietigingskamp Treblinka.
Begin 1943 kreeg SS- und Polizeiführer Friedrich-Wilhelm Krüger opdracht van Reichsführer-SS Heinrich Himmler bij de fabrieken van Többens een audit uit te voeren. Többens kon de audit echter voorkomen en werd door Odilo Globocnik begin 1943 tot gevolmachtigde voor de joodse bedrijven in Warschau benoemd om zo de arbeiders van zijn bedrijven en hun familieleden in het kamp Lagen als dwangarbeiders te gebruiken. Hiermee kon ene overname van de bedrijven door de SS en een door Himmler georganiseerde transport van de joodse arbeiders naar concentratiekamp Majdanek voorkomen worden.
In april en mei 1943, ten tijde van de Opstand in het getto van Warschau werden alleen al 10.000 dwangarbeidsters en familieleden van de bedrijven van Többens naar Kamp Poniatowa overgebracht. Ook het productieproces werd naar Poniatowa verplaatst. Op 4 november 1943 werden tijdens Aktion Erntefest zo'n 15.000 joodse dwangarbeiders doodgeschoten.
Többens bouwde daarna in Warschau een nieuwe fabriek en verwierf in februari 1944 voor 1,4 miljoen RM het Bambergerhaus in Bremen. Door de oorlog moest Többens zijn fabriek, waarschijnlijk eind 1944, verplaatsen naar Delmenhorst.
Op 11 september 1945 werd Többens door leden van het Counter Intelligence Corps in Bremen gearresteerd en vastgezet. In januari 1946 wist hij te ontsnappen en na zijn hergevangenneming in juni 1946 wist hij op 22 november 1946 opnieuw te ontsnappen. Hij werd door de Spruchkammer van Bremen bij absentie aangewezen als 'hoofdschuldige', de zwaarst denkbare classificatie. Tegen het eind van de denazificatie van Duitsland meldde Többens zich in april 1951 vrijwillig bij de overheid en werd, mede op grond van een ontlastende verklaring van een voormalig medewerker, eind mei niet als 'hoofdschuldige', maar als 'meeloper' gekwalificeerd, de op-één-na laagste classificatie. Többens kwam in november 1954 samen met zijn secretaresse om het leven bij een auto-ongeluk. Zijn Többens-fabriek ging in juni 1988 failliet.